# Гай Виселий Варон Акулеон
Гай Виселий Варон Акулеон (на латински: Gaius Visellius Varro Aculeo) е римски юрист от 2/1 век пр.н.е. Служи като едил.
Прозлиза от фамилията Виселии, клон Варон. Приятел е с оратора Луций Лициний Крас (консул 95 пр.н.е.).
Акулеон се жени за Хелвия, лелята на Цицерон и е баща на Гай Виселий Варон (суфектконсул 12 г.). Дядо е на Луций Виселий Варон (консул 24 г.).